# Провулок Леопольда Ященка
Прову́лок Леопольда Ященка — провулок у Голосіївському районі міста Києва, місцевість Голосіїв. Пролягає від Голосіївського проспекту до Васильківської вулиці.
Прилучається вулиця Юлії Здановської.

## Історія
Провулок відомий з 10-х років XX століття під назвою Жуковський провулок. На картосхемі Києва за 1935 рік позначений як Жуківський провулок, пізніше — провулок Жуковського, на честь російського поета Василя Жуковського. Уточнена назва — Василя Жуковського — мала з 1977 до 2022 року.
Забудова вулиці відноситься до 1950-х–60-х років, у житловому фонді переважають «хрущовки» серій 1-438, БК-4 та 1-480.
8 грудня 2022 Київрада перейменувала провулок Василя Жуковського на честь українського диригента Леопольда Ященка (1928—2016), засновника та керівника хору «Гомін».

## Установи та заклади
- Гуртожиток Національної академії аграрних наук України (буд. № 6)
- Філія-книгосховище Національної Парламентської бібліотеки України (буд. № 4)